# 더 딥 블루 씨
《더 딥 블루 씨》(영어: The Deep Blue Sea)는 2011년 공개된 영국의 로맨틱 드라마 영화이다.

## 출연

### 주연
- 레이첼 와이즈
- 톰 히들스턴

### 조연
- 사이몬 러셀 빌
- 앤 미첼
- 해리 하든 페이턴
- 사라 캔츠
- 졸욘 코이
- 칼 존슨
- 바바라 제포드
- 올리버 포드 데이비스
- 니콜라스 아머

## 기타
- 원작자: 테렌스 래티건
- 미술: 제임스 메리필드
- 특수효과: 콜린 고리
- 의상: 루스 마이어스